# Michael Karl von Althann
Michael Karl von Althann (Glatz, 1702. május 29. – Bécs, 1756. június 6.), magyarosan Althann Mihály Károly Goldburg és Murstetten bárója, gróf, katolikus pap, pápai prelátus, Bari püspöke, majd 1735-től váci püspök.

## Életpályája
Fiatalkorában már mint növendékpap bíbornok nagybátyjához, Michael Friedrich von Althannhoz ment Rómába, ahol a pápa udvarában prelátusságot viselt. Nagybátyjával együtt Nápolyba is elment, ahol 1728-ban Bari érsekévé nevezték ki. Nagybátyja, Michael Friedrich von Althann lett a váci püspök. Elhunytakor, 1734-ben unokaöccse, Michael Karl von Althann feladta Bari püspökségét és nagybátyja örököseként megkapta a váci püspökséget. E méltóságot haláláig töltötte be. Püspöksége idején épültek Vác barokk templomai és egyházi épületei.

## Művei
- Edictum et institutio ecclesiastica de modo ac ritu celebrandorum festorum episcopi cathedralis ecclesiae Vaciensis. Budae (Buda, 1754)
- Epistola pastoralis (Vacii / Vác, 1754)

Az Országos Széchényi Könyvtár kézirattárában őrzik nyolcvan, olasz nyelven írt levelét, melyeket 1729–30-ban Itáliából írt rokonához, Michael Friedrich von Althann váci püspök és bíbornokhoz (meghalt 1734. június 20. Vácott.) Ez utóbbi is adott ki egy pásztorlevelet ilyen címmel, Instructio brevis pro archi-diaconis ruralibus. ac parochis dioecesis Vaciensis. Viennae, 1719 (Újabb kiadása. Neapoli. 1724)

## Lásd még
- Althann: A bajor Althann (Althan, Altham, Altheim) nemesi család
- Nagy J. Győző–Klekner Tibor: A két Althann váci püspöksége. 1718–1756; Kapisztrán Ny., Vác, 1941 (Vácegyházmegye multjából)
- Szilárdfy Zoltán: Lelkiségtörténeti motivációk a két Althann művészeti hagyatékában; Váci Székesegyházi Kincstár és Egyházmegyei Gyűjtemény, Vác, 2010 (Vácegyházmegye múltjából)

| Előde: Michael Friedrich von Althann | Váci püspök 1734–1756 | Utóda: Migazzi Kristóf Antal |